# Irene Naef
Pour les articles homonymes, voir Naef.
Irene Naef (née le 6 décembre 1922 à Berlin, morte le 27 février 1999 à Munich) est une actrice allemande.

## Biographie
Après une formation de danseuse de ballet auprès de Tatjana Gsovsky à Berlin, Irene Naef s'installe en Suisse en 1939. Elle reçoit une formation d'actrice du Zürcher Schauspielstudio. En 1942, elle est découverte par le réalisateur Leopold Lindtberg et est engagée au Schauspielhaus de Zurich jusqu'en 1948.
Irene Naef est ensuite membre de l'ensemble du Schauspiel Frankfurt (de) sous la direction de Harry Buckwitz (de). Avec son premier mari, l'acteur Wilfried Seyferth (de), elle intègre le Kammerspiele de Munich. Avec son deuxième mari, le journaliste Jochen Leschke (de), elle se rend à Munich au début des années 1960 et travaille comme invitée dans des théâtres allemands. Elle a une fille issue de son deuxième mariage, Eugenia Naef (de), qui sera metteuse en scène.

## Filmographie
- 1942 : Le Coup de feu dans l'église
- 1947 : Meurtre à l'asile
- 1952 : Ferien vom Ich
- 1954 : Ein Haus voll Liebe
- 1957 : Scampolo (TV)
- 1957 : Weekend (TV)
- 1957 : Egon, der Frauenheld (de)
- 1971 : Lass knacken Ive
- 1991 : Peter Strohm (série télévisée, 2 épisodes)
- 1999 : Zwei Brüder (série télévisée, épisode : Verschleppt)